# Assaig clínic

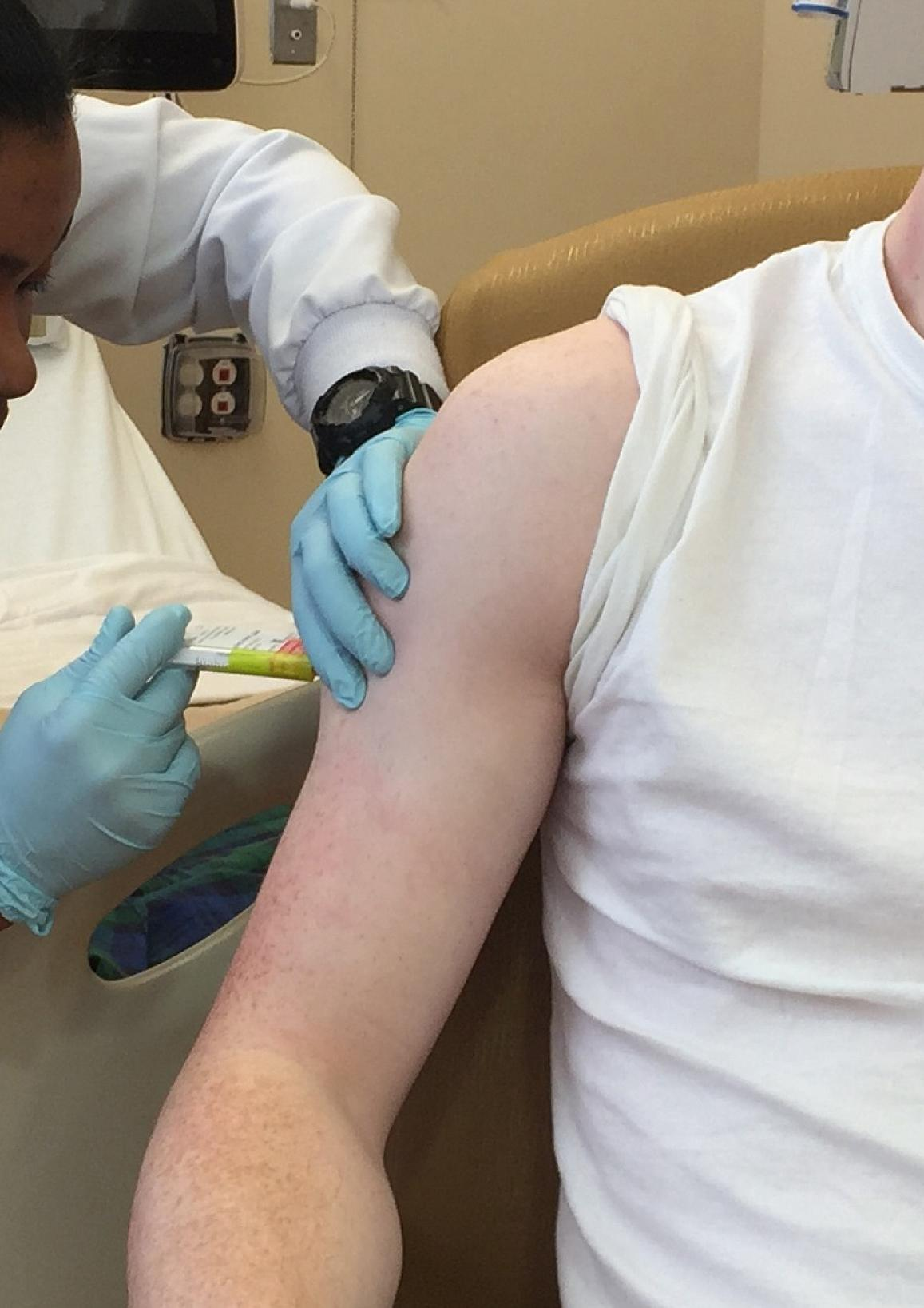
Participant d'un assaig clínic rep una injecció

Un assaig clínic és un tipus d'estudi clínic en què s'investiga una pregunta important en medicina i farmàcia, per a augmentar el coneixement. Per tal que un estudi sigui legalment considerat com un assaig clínic, ha de complir una de les següents condicions:
- Que sigui aleatoritzat.
- Que en el marc de l'estudi es dugui a terme algun procediment no previst dins de la pràctica clínica habitual.
- Que en el marc de l'estudi s'utilitzi un medicament en unes condicions diferents a les autoritzades.

La majoria dels assajos clínics que es duen a terme, avaluen nous fàrmacs o tractaments mèdics; d'altres, comparen un tractament nou amb un que ja es troba disponible. Tots segueixen un protocol d'investigació estrictament controlat. Un assaig clínic medicamentós és tota avaluació experimental d'una substància o medicament, a través de la seua administració o aplicació a éssers humans, orientada a algun dels fins següents : 
- Posar de manifest els seus efectes farmacodinàmics o recollir dades referents a la seua absorció, distribució, metabolisme i excreció en l'organisme humà.
- Establir l'eficàcia per a una indicació terapèutica, profilàctica o diagnòstica determinada.
- Conèixer el perfil de les seves reaccions adverses i establir la seua seguretat.

Els assajos clínics, després de ser dissenyats, han de ser aprovats per un Comitè d'Ètica d'Investigacions Clíniques (CEIC) i autoritzats per l'autoritat sanitària corresponent (a Espanya, l'Agencia Española de Medicamentos y Productos Sanitarios). El promotor de l'assaig ha de contractar una pòlissa d'assegurança que cobreixi els possibles efectes indesitjats del tractament estudiat. Els pacients que hi participen han de conèixer els objectius de l'estudi, els seus riscos i beneficis i signar un consentiment informat. Els pacients podran abandonar l'estudi quan vulguen. L'assaig clínic finalitza quan acaben els terminis de temps definits en el protocol, o de forma prematura, quan així ho decideix l'equip investigador (quan, per exemple, els efectes en el braç experimental són manifestament perjudicials o beneficiosos, o quan el nombre de pacients reclutats no és prou elevat perquè les anàlisis estadístiques siguin significatives).
Un assaig clínic s'inicia quan sorgeix una hipòtesi a partir d'estudis no controlats observacionals, descriptius o retrospectius, o d'estudis preclínics. Sovint es descobreixen en investigacions preclíniques possibilitats terapèutiques que no tenen cap benefici en un assaig clínic. Moltes vegades es realitzen activitats mèdiques la utilitat de les quals no ha sigut demostrada mitjançant un assaig clínic, no obstant portar-lo a la pràctica és difícil, sobretot pel cost econòmic i de temps.

## Història

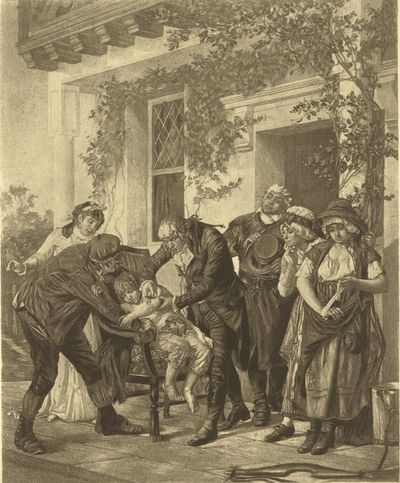
Edward Jenner vacunant un nen de vuit anys el 14 de maig de 1796

Els assaigs clínics varen ser introduïts per primera vegada l'any 1025 per Avicenna (conegut com a Cànon de la Medicina). Va exposar les regles per a l'ús experimental i proves amb medicaments, escrivint una guia precisa del procés de descobriment i en la prova de l'eficàcia dels medicaments i productes químics.
Un dels assaigs clínics més famosos va ser la demostració James Lind el 1747 en que l'àcid ascòrbic cura l'escorbut. Va comparar els efectes de diverses substàncies acídiques en diferents vinagres, per demostrar el que havia trobat va agafar mariners que patien l'escorbut, la seva cura era donar taronges i llimones en els menjars durant 6 dies.
Frederick Mahomed Akbar (mort el 1884), va treballar a l'Hospital Guy de Londres, va donar les seves contribucions al desenvolupament dels assaigs clínics durant els seus estudis, el que va distingir entre nefritis crònica amb hipertensió secundària de la hipertensió arterial que a partir de llavors s'anomenaria essencial.

## Exemples de models d'estudi
Segons el tipus d'assaig clínic es presenten finalitats diferents:
- Assaigs clínics de mitjans de tractament: per avaluar nous tractaments, medicaments o intervencions quirúrgiques.
- Assaigs clínics de mitjans de prevenció: per trobar maneres de prevenir les malalties amb medicaments, vitamines, vacunes o canvis en l'estil de vida.
- Assaigs clínics de mitjans de detecció: per avaluar maneres de detectar o diagnosticar les malalties.
- Assaigs clínics de qualitat de vida: per veure si un medicament és útil per tractar una malaltia donada.[2]
- Per veure si la seguretat i l'eficàcia d'una dosi diferent d'un medicament és més adaptada que una altra.
- Veure si un medicament que es troba al mercat pot igualment ajudar a tractar una altra malaltia.
- Comparar tractaments per veure quin és el millor alhora de tractar una malaltia donada.

## Classificació
Hi ha diferents tipus de classificacions segons el concepte que es té en compte per realitzar-la. Els resultats de la classificació no són, en la majoria de casos, incombatibles entre si, es poden solapar. D'aquesta forma, amb la combinació adequada es pot arribar a l'assaig clínic ideal.
| Classificació dels assaigs clínics |                            |
| Concepte de classificació          | Tipus d'assaig clínic      |
| Desenvolupament clínic             | - Fase I                   |
| Desenvolupament clínic             | - Fase II                  |
| Desenvolupament clínic             | - Fase III                 |
| Desenvolupament clínic             | - Fase IV                  |
| Aspecte de la intervenció          | - Explicatius              |
| Aspecte de la intervenció          | - Pragmàtics               |
| Objectiu                           | - Equivalència terapèutica |
| Objectiu                           | - Recerca de dosi          |
| Objectiu                           | - Dosi-resposta            |
| Objectiu                           | - Concentració-resposta    |
| Objectiu                           | - Equivalència             |
| Objectiu                           | - Disponibilitat           |
| Objectiu                           | - Estudi pilot             |
| Encobriment                        | - No cobert / Obert        |
| Encobriment                        | - Cobert / Cec /Tancat     |
| Encobriment                        | - Cec simple               |
| Encobriment                        | - Doble cec                |
| Encobriment                        | - Triple cec               |
| Exposició                          | - Paral·lel                |
| Exposició                          | - Creuat                   |
| Control                            | - Controlat                |
| Control                            | - No controlat             |
| Aleatori                           | - Aleatori                 |
| Aleatori                           | - No aleatori              |

## Fases d'un assaig clínic
Clàssicament el període de desenvolupament clínic d'un producte farmacèutic es divideix en 4 fases consecutives, però que es poden superposar. Cada fase del procediment d'aprovació del fàrmac és considerada un assaig clínic independent. Aquestes fases es diferencien per uns objectius distints, tenen pròposits diferents i ajuden als científics a respondre diferents qüestions.
- La fase I inclou els primers estudis que es realitzen en éssers humans. Pretenen demostrar la seguretat del compost i orientar cap a la pauta d'administració més adequada per a estudis posteriors. Podríem dir que es tracta d'estudis de farmacologia humana. Es correspon fonamentalment a estudis de farmacologia clínica i toxicitat. Solen realitzar-se en unitats de farmacologia clínica utilitzant al voltant de 100 subjectes per assaig (voluntaris sans)
- La fase II té com a objectiu proporcionar informació preliminar sobre l'eficàcia del producte i establir la relació dosi-resposta; són estudis terapèutics exploradors. Es realitzen amb un nombre limitat de pacients per a estudiar una activitat biològica específica, el control o profilaxi d'una malaltia. Un dels principals objectius d'aquest tipus d'assajos és determinar el rang de dosificació apropiat.
- Els assajos clínics de fase III avaluen l'eficàcia i seguretat del tractament experimental en les condicions d'ús habituals i respecte a les alternatives terapèutiques disponibles per a la indicació estudiada. Es tracta d'estudis terapèutics de confirmació.
- La fase IV es realitza després de la comercialització del fàrmac per a estudiar condicions d'ús diferents de les autoritzades, com noves indicacions, i l'efectivitat i seguretat en la utilització clínica diària.

Un assaig clínic és per tant un estudi experimental, analític, prospectiu, controlat amb placebo (si és possible cec, doble cec o triple cec) i aleatoritzat i amb grandàries mostrals suficients. Els assajos clínics poden tenir una durada des de dies a anys, sobre una mostra seleccionada d'una població a la qual es volen extrapolar els resultats de la intervenció.
La majoria dels assajos clínics requereixen gran nombre de participants i algunes vegades és necessari organitzar assajos clínics multicèntrics, és a dir, que participen diversos centres d'investigació o hospitals. Sovint els centres formen part d'un gran assaig clínic que s'està realitzant en diferents països, anomenant-se assaig clínic internacional.
L'assaig clínic és l'estudi clínic que posseeix el nivell d'evidència més alt per a demostrar que el procediment mèdic que es realitza és el més adequat amb els coneixements científics que existeixen en aqueix moment, a causa del disseny de l'estudi, on les variables estadístiques estan controlades per a evitar els biaixos.

## Duració
Els assajos clínics formen una petita part de la investigació pel desenvolupament de nous tractaments. Per exemple, els fàrmacs potencials abans de ser sotmesos a un assaig clínic han d'haver estat descoberts, purificats i analitzats als laboratoris.
Només algunes persones que compleixen els requisits necessaris, són elegibles per dur a terme un assaig clínic i un petit percentatge d'aquestes persones volen participar. Per aquest motiu, és un repte trobar els pacients apropiats que vulguin participar. Hi ha vegades que l'assaig clínic es fa sobre un fàrmac que actua sobre malalties temporals (les al·lèrgies, els trastorns estacionals...) en aquests casos l'assaig clínic només es pot dur a terme durant una part limitada de l'any.
Això fa que a vegades l'assaig clínic s'allargui durant mesos i fins i tot anys.

## Administració
Els assaigs clínics són, gairebé sempre, administrats pels investigadors que van dissenyar l'estudi.
Els assajos clínics de nous fàrmacs, normalment, són administrats per una organització d'investigació per contracte (CRO), contractada per l'empresa patrocinadora. El patrocinador és l'encarregat de proporcionar el fàrmac i la supervisió mèdica. L'organització d'investigació és contractada per dur a terme el treball administratiu d'un assaig clínic.
Durant les fases 2, 3 i 4 el CRO s'encarrega de seleccionar els investigadors participants, capacitar-los, proporcionar subministraments, coordinar l'administració de l'estudi i les recollides de dades, establir reunions, seguiment del compliment del protocol clínic i assegurar-se que el patrocinador rep les dades correctament.

## Seguretat
La responsabilitat de la seguretat dels subjectes d'un assaig clínic és compartida entre el patrocinador, els investigadors i l'òrgan regulador del país en el qual es vendrà el medicament.
El patrocinador juntament amb els investigadors s'han d'encarregar d'informar al subjecte dels perills i beneficis que es presenten en participar en un assaig.
Els investigadors, a més, són els responsables que l'assaig es faci seguint el protocol. L'investigador i el seu personal també s'han d'encarregar d'informar dels efectes adversos que provoquen els medicaments que són estudiats.
Abans que l'estudi es dugui a terme és examinat pel comitè d'ètica, que supervisa la seguretat mèdica i la protecció dels pacients. Aquest comitè requereix un seguiment continu de l'estudi que inclogui els progressos i nova informació relacionada amb la seguretat.
Les agències reguladores són les encarregades de revisar totes les dades de l'estudi abans de permetre la comercialització del nou fàrmac.
Per motius de seguretat moltes dones són excluides dels assajos clínics quan es troben en edat fèrtil, embarassades i també quan es queden embarassades durant l'estudi.

## Conducta ètica
Els assaigs clínics són supervisats per les autoritats reguladores. Tots els estudis que impliquen una intervenció mèdica o terapèutica en els pacients han de ser aprovats per un comitè d'ètica abans que es puguin dur a terme.
Per tal de ser ètics, els investigadors han d'obtenir el consentiment dels subjectes i els han d'informar. Els comites d'ètica s'encarreguen que els subjectes reben la informació adequada sobre l'assaig clínic al que estan sotmesos.
Per tal que hi hagi una bona pràctica clínica, hi ha un conjunt de principis utilitzats internacionalment. Aquests principis tenen per objectiu garantir la seguretat, els drets i el benestar dels subjectes.
Quan es tracta de dur a terme una assaig clínic amb nins es troben presents altres conductes ètiques.

## Riscs
Un assaig clínic es duu a terme per conèixer quines poden ser les aplicacions del fàrmac en un futur i també conèixer els efectes secundaris. Els riscs d'un assaig clínic depenen de la població de pacients i també de l'objectiu de l'estudi.
- Es poden produir efectes secundaris greus i pot ser que causin la mort
- Pot ser que el tractament no sigui eficaç
- Als estudis a l'atzar i el de doble cec ni el subjecte ni el metge saben quin tipus de tractment reben (si és el nou, un convencional o un placebo. En cas que el subjecte rebi el placebo no estaria rebent cap mena de fàrmac.
- S'ha d'anar al metge molt sovint, fer-se moltes proves i a vegades el subjecte s'ha de quedar a l'hospital.[3]

## Beneficis
Un assaig clínic també presenta beneficis.
- El subjecte pot rebre un tractament abans que altres pacients
- Es salven vides
- El cost per rebre un tractament és menor

## Participació en un assaig clínic
Les fases 0 i 1 dels assaigs clínics busquen voluntaris sans. Molts altres assaigs clínics cerquen pacients que tenguin una malaltia o condició mèdica específiques. La diversitat observada en la societat, per consens, hauria d'estar reflectida en els assaigs clínics a través de l'adequada inclusió de les minories ètniques.

Al llarg de la història, les dones han estat excloses dels assajos clínics pel risc que podria suposar això per la seva fertilitat. D'altra banda, es tenia el pensament equivocat que els canvis hormonals del clicle menstrual podrien interferir en els resultats de les investigacions. Això ha fet que no se'ls inclogui en els assajos clínics al llarg de la història i que aquests reflecteixin l'efecte sobre els homes. Molts medicaments es recepten amb la mateixa dosi per a tots dos sexes i açó ha provocat que en moltes ocasions les dones estiguin sobremedicades.

### Passes per als voluntaris
Abans de participar en un assaig clínic, els voluntaris interessats han de parlar amb els seus metges, familiars i altres persones que han participat en assajos en el passat. Després que hagi trobat un assaig, els voluntaris solen tenir l'oportunitat de parlar per correu electrònic amb el coordinador de l'assaig clínic per obtenir més informació i per demanar qualsevol pregunta. Després de rebre el consentiment del seu metge, els voluntaris han de concertar una cita per a una visita d'avaluació amb el coordinador de l'estudi.
Tots els voluntaris que han estat seleccionats per a un assaig clínic requereixen passar un reconeixement mèdic. Els requisits varien per als diferents assajos, però en general els voluntaris tenen els exàmens en un laboratori mèdic:
- Mesura de l'activitat elèctrica del cor
- Mesura de la pressió arterial, la freqüència cardíaca i la temperatura
- Mostra de sang
- Mostra d'orina
- Mesura de pes i alçada
- Proves d'embaràs (només dones)

## Economia

### Patrocinador
El cost d'un estudi depèn de molts factors, especialment el nombre de llocs que realitzen l'estudi, el nombre de pacients necessaris, i si el tractament de l'estudi ja està aprovat per l'ús mèdic. Els assajos clínics segueixen un procés estandarditzat.
Els costos per a una companyia farmacèutica d'administrar una Fase 3 o 4 assaigs clínics poden incloure, entre altres:
- fabricació del fàrmac / dispositiu de prova
- els sous del personal dels dissenyadors i administradors de la prova
- pagaments a l'organització d'investigació per contracte, l'organització de gestió del lloc (si s'utilitza) i els consultors externs
- els pagaments als investigadors locals (i el seu personal) pel seu temps i esforç en el reclutament de pacients i dades de recollida per al patrocinador
- materials d'estudi i despeses d'enviament
- comunicació amb els investigadors locals, inclosa la vigilància al lloc pel CRO abans i (en alguns casos) diverses vegades durant l'estudi
- una o més reunions d'investigadors de formació
- despeses efectuades pels investigadors locals, com ara honoraris de farmàcia, honoraris i despeses d'enviament del comitè d'ètica
- qualsevol pagament als pacients inclosos en l'estudi (tots els pagaments estan estrictament supervisats pels comitès d'ètica per assegurar-se que els pacients no se senten obligats a prendre part en el judici pels pagaments excessivament atractius)

Aquests costos es produeixen durant diversos anys.

### Investigadors
Molts assaigs clínics no tenen res a veure amb els doblers. No obstant això, quan el patrocinador és una empresa privada o una agència nacional de salut, els investigadors gairebé sempre paguen per participar. Aquestes quantitats poden ser petites, tot just cobrint un sou parcial per als assistents d'investigació i el cost de les entrades (en general el cas dels estudis nacionals d'agències de salut), o ser substancials i inclouen "despeses generals" que permet a l'investigador pagar el personal de recerca durant els temps dels assaigs clínics.

### Participants
Els participants en els assaigs de fase 1 dels assajos de medicaments no guanyen cap benefici directe en la participació. En general es paga un subsidi, ja que han de renunciar al seu temps (de vegades lluny de casa); les quantitats pagades són regulades i no estan relacionades amb el nivell de risc que implica. En la majoria dels altres assaigs, els subjectes no se'ls paga per assegurar la seva motivació per a participar, és l'esperança de millorar o contribuir al coneixement mèdic, sense que la seva opinió està esbiaixada per consideracions financeres. No obstant això, es dona sovint petits pagaments per les despeses relacionades amb els estudis, com els viatges o com a compensació pel seu temps en el subministrament d'informació sobre el seguiment de la seva salut després de ser donat d'alta de l'atenció mèdica.

## Característiques d'un assaig clínic
Els assajos clínics han de complir les següents característiques:
- Estudi controlat: L'assaig clínic és un estudi experimental en què en el disseny d'investigació estan definides les variables i els mecanismes de control de les dites variables, la funció dels quals és evitar els caires i les variables de confusió.
- Prospectiu: L'assaig cínic s'inicia quan prèviament s'ha dissenyat un protocol d'investigació i s'inclou el primer cas o pacient. El seu desenvolupament ocorre al llarg d'un període definit pel protocol d'investigació.
- Aleatori: Els casos són distribuïts a l'atzar en el grup control o en el grup experimental.
- Camuflament: Els casos assignats a cada un dels braços desconeixen a quin grup pertanyen. És el que s'anomena cegament. Quan els clínics que inclouen els pacients en l'estudi també desconeixen aqueix dada, s'anomena doble cec. El cegament no és imprescindible en un assaig clínic, ja que no sempre és possible, per exemple en determinats tractaments com són els de cirurgia o radioteràpia.
- Principi de causalitat: L'assaig clínic és l'únic que pot establir la causa o demostrar l'efecte d'un tractament.
- Grandària mostral suficient: En el disseny de l'estudi es defineix quants casos han de formar part cada un dels braços o grups que componen l'assaig clínic, perquè les diferències observades no siguin degudes a l'atzar.

## Estudi de nous fàrmacs
Antecedents
Encara que l'ús de diverses substàncies químiques des del punt de vista terapèutic existeix des de temps remots de la història humana, molt pocs d'elles tenien realment l'acció desitjada, s'ha de reconèixer, però, que era ben poc el que es coneixia sobre la producció de les malalties, així que difícilment podien establir arguments racionals a favor de l'ús o no de certs químics.
A finals del segle xix i a principis del XX, la situació era la mateixa, encara que la manufactura dels fàrmacs es va convertir de gran importància econòmica.
No va ser fins a la segona meitat del segle XX quan van començar a aparèixer regulacions que obligaven a comprovar, tan inequívocament com fos possible, que els fàrmacs comercialitzats fosssin eficaços i segurs (almenys prou segurs en el context de la patologia per tractar). Aquest tipus de normes va tenir el seu major impuls en la tragèdia relacionada amb la talidomida, un calmant suau i molt eficaç, però molt teratogènic, al punt que s'estima que a conseqüència del seu ús han d'haver passat entre 10.000 i 20.000 naixements de nadons amb greus deformacions.
En l'actualitat, un assaig clínic farmacològic és tota avaluació experimental d'una substància o medicament a través de la seva administració o aplicació a éssers humans, orientada a algun dels fins següents:
1. Posar de manifest els seus efectes farmacodinàmics o recollir dades referents a la seva absorció, distribució, metabolisme i excreció en l'organisme humà.
2. Establir l'eficàcia per a una indicació terapèutica, profilàctica o diagnòstica determinada.
3. Conèixer el perfil de les seves reaccions adverses i establir la seva seguretat.

Origen dels nous fàrmacs
Existeixen cinc fonts principals de nou fàrmacs:

### Disseny racional de molècules
Es tracta del disseny sobre la base de la comprensió del mecanisme patogènic de la malaltia a nivell molecular.
Un dels casos més notables és el del disseny de les oximes per al tractament de la intoxicació per inhibidors de la colinesterasa, ja que aquests agents es van derivar del coneixement del lloc de l'acció tòxica, així com del tipus d'interacció química que es presentava en aquest cas, en certa forma, quan es va descobrir que els antipsicòtics més eficaços bloquejaven els receptors D2 i 5HT2A, van poder dissenyar agents que bloquegessin tals receptors.
Un altre exemple és el de l'obtenció de la estatina a partir del coneixement de la molècula Acetil-coenzima-A. Encara que es tracta de la font "ideal" de nous fàrmacs, és també una de les menys eficients, ja que el coneixement sobre les bases de la malaltia humana encara són incomplets.

#### Cribratge de productes naturals
Encara que els primers agents farmacològics realment eficaços van ser obtinguts de fonts naturals (digitàlics, penicil·lina, opioides, insulina, etc.), El cribratge de productes naturals va ser fins a cert punt deixat de banda per un temps considerable. No obstant això, aquesta metodologia ha tornat a guanyar adeptes i s'han obtingut molècules que representen veritables novetats en camps diversos, com la teràpia de les malalties neoplàsiques (taxol) o el tractament de la malària (artemisinina).
Encara que cada vegada augmenta el nombre de fàrmacs d'altres orígens, en l'actualitat al voltant d'un 40% dels nous agents deriva de productes naturals (més de la meitat dels quals són plantes).

#### Modificació de molècules conegudes
Aquest procediment en teoria hauria de dedicar-se a la millora de l'eficàcia i seguretat de fàrmacs ja existents, però en realitat s'utilitza bàsicament per a l'obtenció de noves molècules que puguin esbiaixar els drets de patent d'altres que ja hagin guanyat cert espai al mercat farmacèutic ( me too drugs).

#### Biotecnologia
Consisteix fonamentalment en l'ús de mètodes de clonació genètica per a l'obtenció de certes molècules peptídiques.
Només una de cada 5.000 a 10.000 noves molècules avaluades inicialment arriba a passar per tot el procés d'avaluació de nous fàrmacs, encara que això no garanteix que aquesta sigui finalment comercialitzada, i, si és comercialitzada, no garanteix la seva persistència ulterior al mercat.

### Estudis preclínics
Un cop trobada una molècula que pogués suposar un avanç en la terapèutica, la següent fase consisteix en la realització de proves físiques i químiques, bàsicament orientades a determinar la susceptibilitat a la degradació de molècules potencialment útils. Usualment les molècules més inestables són ràpidament descartades o, en el millor dels casos, es modifiquen químicament per augmentar la seva estabilitat.
Les molècules més estables passen llavors a ser provades des del punt de vista biològic, comprovant el seu efecte en diversos models experimentals, incloent l'ús de  cultius cel·lulars, òrgans aïllats o assajos en animals d'experimentació.
Aquestes proves biològiques són els primers assajos per comprovar tant l'eficàcia com la seguretat d'un nou fàrmac i poden arribar a determinar que no es continuï amb l'estudi d'aquest.
Les proves d'eficàcia no només impliquen l'observació de l'efecte pròpiament dit, sinó d'un estudi farmacocinètic i farmacodinàmic tan complet com sigui possible.
Les proves de seguretat en aquesta fase han d'implicar la determinació global de la toxicitat (aguda, subaguda i crònica), els possibles efectes sobre l'aparell reproductiu i la possibilitat de mutagènesi i / o carcinogènesi. En aquestes proves s'usen dosis elevades, el que afavoreix limitar el nombre d'animals utilitzats així com la possible detecció de respostes tòxiques de baixa freqüència.

### Estudis clínics: Assaig clínic farmacològic
Atès que els animals de laboratori es presenten com ceps amb variabilitat biològica limitada, els estudis realitzats amb ells no poden ser suficients per determinar sense dubtes que un fàrmac determinat tindrà les característiques desitjades d'eficàcia i seguretat en poblacions humanes, això no només depèn de les diferències entre les espècies, sinó també de la possibilitat de reaccions que no poden ser adequadament determinades en animals (cefalea, depressió, tinnitus, etc.).
Per això, abans de la seva possible aprovació, un fàrmac ha de ser provat en éssers humans, a través d'una metodologia que distingeix tres fases, considerant l'estudi i seguiment d'un fàrmac després de la seva comercialització com una quarta fase.

#### Assaigs clínics fase I
Representa la primera administració en humans, generalment en petit nombre, que rares vegades és major de 100. Per aquesta fase, l'administració es realitza generalment en adults joves sans de sexe masculí, amb la finalitat de detectar possibles signes incipients de toxicitat, la qual cosa permetria determinar després el rang segur de dosificació.
Els aspectes farmacocinètics també se solen mesurar, encara que el seu estudi no és l'objectiu principal d'aquesta fase.

#### Assaigs clínics fase II
Si la comprovació preliminar de seguretat en la fase I ha estat satisfactòria, es passa a aquesta fase, la qual involucra l'administració del fàrmac a individus que presenten la malaltia per a la qual s'ha concebut la seva ocupació. Aquest grup de pacients ha de ser relativament homogeni en les seves característiques basals (presentar només la malaltia en qüestió) i no se solen incloure més de 100 a 200 individus. Es divideixen en dos grups, on es comparen entre si, el primer grup (grup control) utilitza els millors medicaments disponibles per al tractament de la malaltia implicada mentre que el segon grup prova el nou fàrmac.

#### Assaigs clínics fase III
Si s'obté una raonable evidència de les fases I i II, comencen els estudis de fase III, que poden involucrar múltiples metges tractant centenars o fins i tot milers de pacients. A part de verificar l'eficàcia del medicament, es busca determinar manifestacions de toxicitat prèviament no detectades. En aquesta fase s'obté una millor perspectiva de la relació entre seguretat i eficàcia, paràmetres que han de quantificar-se en el context del trastorn que es pretengui tractar.7

#### Assaigs clínics fase IV
També coneguts com a estudis de farmacovigilància consisteixen en el seguiment del fàrmac després d'haver-se comercialitzat.
Es busca bàsicament la detecció de toxicitat prèviament insospitada, així com de l'avaluació de l'eficàcia a llarg termini. En la fase IV es poden detectar reaccions adverses estranyes, mentre que en les fases prèvies és excepcional el descobriment d'aquelles amb freqüència menor a 1/1000.
En aquesta fase també es poden valorar aspectes nous o desconeguts del fàrmac que no s'hagin provat en les fases anteriors, de manera que és possible trobar aplicacions potencials no previstes inicialment.